# تیولکیولیو
تیولکیولیو (به لاتین: Tyulkyulyu، هم‌اکنون تورکلی Türkelli) یک منطقهٔ مسکونی در جمهوری آذربایجان است که در شهرستان جلیل‌آباد واقع شده‌است. تیولکیولیو ۲۴۴ نفر جمعیت دارد.